# Düsseldorf (Steve Hillage)
Düsseldorf is een livealbum van gitarist Steve Hillage en zijn band. Het werd opgenomen tijdens een concert dat hij gaf in de Philips Halle in Düsseldorf op 28 maart 1979. Het waren de hoogtijdagen van de ex-Gonggitarist Hillage buiten zijn System 7-tijd. Het betreft een opname die destijds via het mengpaneel op muziekcassette was vastgelegd.

## Musici
- Steve Hillage – gitaar, zang
- Miquette Giraudy – synthesizers, zang
- Andy Anderson – drumstel
- John McKenzie – basgitaar, zang
- Dave Stewart – slaggitaar, glissandogitaar, zang

## Muziek
| Nr. | Titel                                  | Duur  |
| --- | -------------------------------------- | ----- |
| 1.  | New age synthesis (Unzipping the zype) | 8:36  |
| 2.  | Hurdy gurdy glissando                  | 10:07 |
| 3.  | Light in the sky                       | 5:43  |
| 4.  | Unidentified (flying being)            | 10:01 |
| 5.  | Radio                                  | 9:17  |
| 6.  | The dervish riff                       | 4:33  |

| Nr. | Titel                    | Duur |
| --- | ------------------------ | ---- |
| 1.  | Hurdy gurdy man          | 6:38 |
| 2.  | Motivation               | 6:24 |
| 3.  | 1988 Aktivator           | 2;25 |
| 4.  | Crystal city             | 3:26 |
| 5.  | Activation meditation    | 1:31 |
| 6.  | The glorious OM riff     | 6:35 |
| 7.  | Meditation of the dragon | 2:51 |
| 8.  | It’s all too much        | 6:53 |
| 9.  | Electrick gypsies        | 7:27 |
| 10. | Talking to the sun       | 7:05 |